# Songs from the Key of Life
Ne doit pas être confondu avec Songs in the Key of Life.
Albums de Najee
Share My World
(1994) Morning Tenderness
(1998)
Songs from the Key of Life, ou, dans son intitulé complet, Najee Plays Songs from the Key of Life (a Tribute to Stevie Wonder), est un album du saxophoniste Najee, sorti en 1995 chez EMI. 
L'album reprend l'intégralité des chansons de l'album Songs in the Key of Life de Stevie Wonder paru en 1976.

## Listes des pistes
| Songs from the Key of Life | Songs from the Key of Life              | Songs from the Key of Life       | Songs from the Key of Life | Songs from the Key of Life | Songs from the Key of Life | Songs from the Key of Life | Songs from the Key of Life | Songs from the Key of Life | Songs from the Key of Life |
| No                         | Titre                                   | Auteur                           | Durée                      |                            |                            |                            |                            |                            |                            |
| -------------------------- | --------------------------------------- | -------------------------------- | -------------------------- | -------------------------- | -------------------------- | -------------------------- | -------------------------- | -------------------------- | -------------------------- |
| 1.                         | Love's In Need Of Love Today            | Stevie Wonder                    | 4:32                       |                            |                            |                            |                            |                            |                            |
| 2.                         | Have A Talk With God                    | Stevie Wonder / Calvin Hardaway  | 1:59                       |                            |                            |                            |                            |                            |                            |
| 3.                         | Village Ghetto Land                     | Stevie Wonder / Gary Bird        | 3:18                       |                            |                            |                            |                            |                            |                            |
| 4.                         | Contusion                               | Stevie Wonder                    | 4:08                       |                            |                            |                            |                            |                            |                            |
| 5.                         | Sir Duke                                | Stevie Wonder                    | 5:33                       |                            |                            |                            |                            |                            |                            |
| 6.                         | I Wish                                  | Stevie Wonder                    | 3:48                       |                            |                            |                            |                            |                            |                            |
| 7.                         | Knocks Me Off My Feet                   | Stevie Wonder                    | 5:33                       |                            |                            |                            |                            |                            |                            |
| 8.                         | Pastime Paradise                        | Stevie Wonder                    | 2:30                       |                            |                            |                            |                            |                            |                            |
| 9.                         | Summer Soft                             | Stevie Wonder                    | 5:56                       |                            |                            |                            |                            |                            |                            |
| 10.                        | Ordinary Pain                           | Stevie Wonder                    | 3:43                       |                            |                            |                            |                            |                            |                            |
| 11.                        | Saturn/Ebony Eyes                       | Stevie Wonder / Michael Sembello | 2:45                       |                            |                            |                            |                            |                            |                            |
| 12.                        | Isn't She Lovely/Joy Inside My Tears    | Stevie Wonder                    | 2:26                       |                            |                            |                            |                            |                            |                            |
| 13.                        | Black Man                               | Stevie Wonder / Gary Bird        | 4:57                       |                            |                            |                            |                            |                            |                            |
| 14.                        | Nigiculela-Es Una Historia/I Am Singing | Stevie Wonder                    | 4:01                       |                            |                            |                            |                            |                            |                            |
| 15.                        | It's Magic                              | Stevie Wonder                    | 1:46                       |                            |                            |                            |                            |                            |                            |
| 16.                        | As                                      | Stevie Wonder                    | 4:28                       |                            |                            |                            |                            |                            |                            |
| 17.                        | Another Star                            | Stevie Wonder                    | 4:45                       |                            |                            |                            |                            |                            |                            |
| 18.                        | All Day Sucker/Easy Goin' Evening       | Stevie Wonder                    | 4:59                       |                            |                            |                            |                            |                            |                            |
| 71:07                      |                                         |                                  |                            |                            |                            |                            |                            |                            |                            |

### Participations
De nombreux artistes participent à l'enregistrement et à l'arrangement des pistes : 
- Basse : Stanley Clarke, Chuck Rainey
- Batterie : James Gadson
- Guitare : Paul Jackson Jr., Ray Parker Jr., Michael Sembello, Phil Upchurch, Wah Wah Watson (en)
- Percussions : Paulinho Da Costa
- Piano : Patrice Rushen, Ronnie Foster (en)
- Synthétiseur : George Duke
- Arrangements (cordes) : Clare Fisher

## Formats
L'album sort au format compact disc (réf. E2-35704) et cassette audio (réf. E4-35704) le 5 novembre 1995.

## Classement
| Classement (1995)                         | Meilleure position |
| ----------------------------------------- | ------------------ |
| États-Unis (Top Contemporary Jazz Albums) | 6                  |
| États-Unis (Top R&B/Hip-Hop Albums)       | 67                 |

## Critique
Pour Scott Yanow de AllMusic, "Najee rafraichit les chansons de Stevie Wonder. [...] Najee montre qu'il est un solide jazzman tout en restant accessible".